# Transports à Limoges

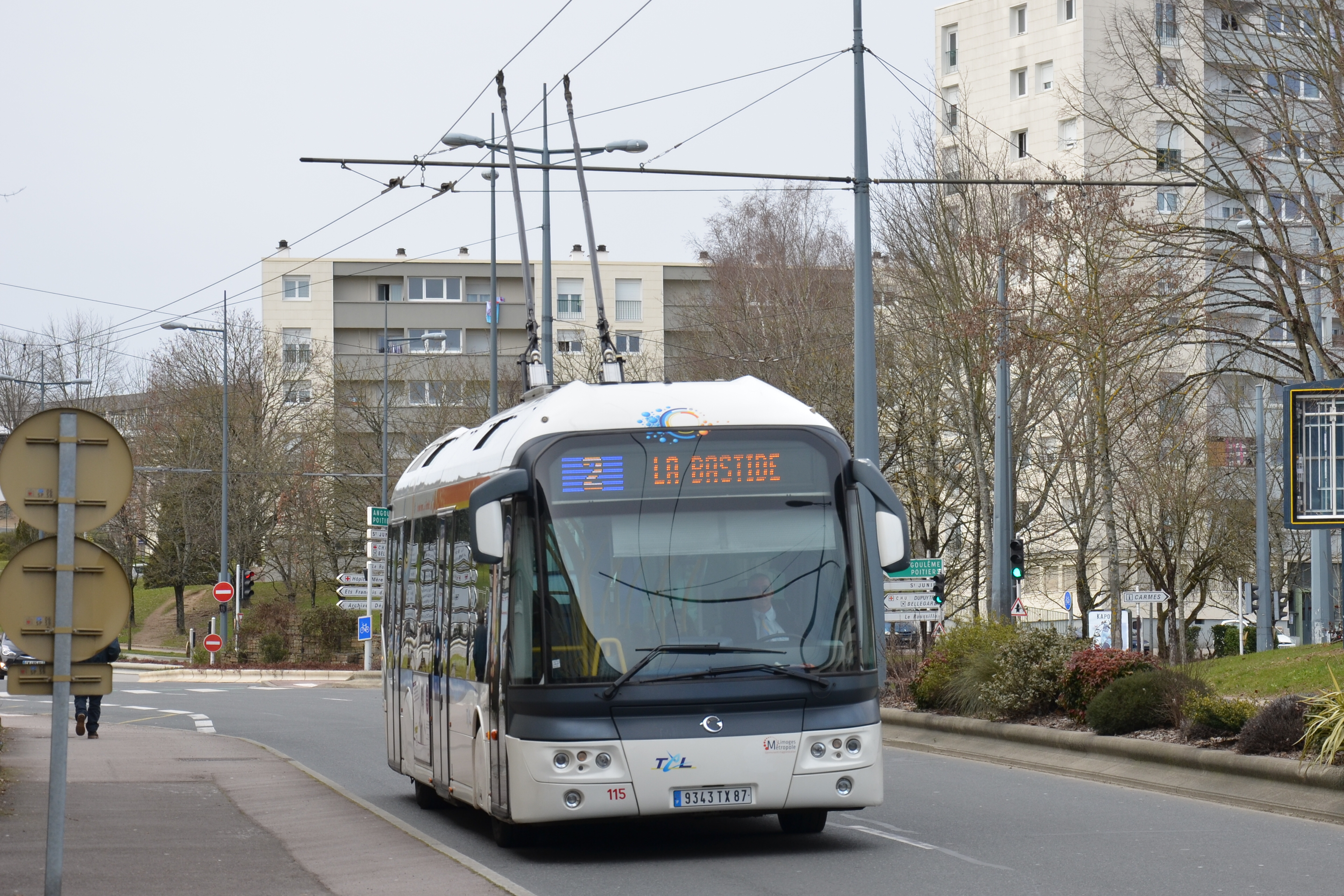
Trolleybus Cristalis

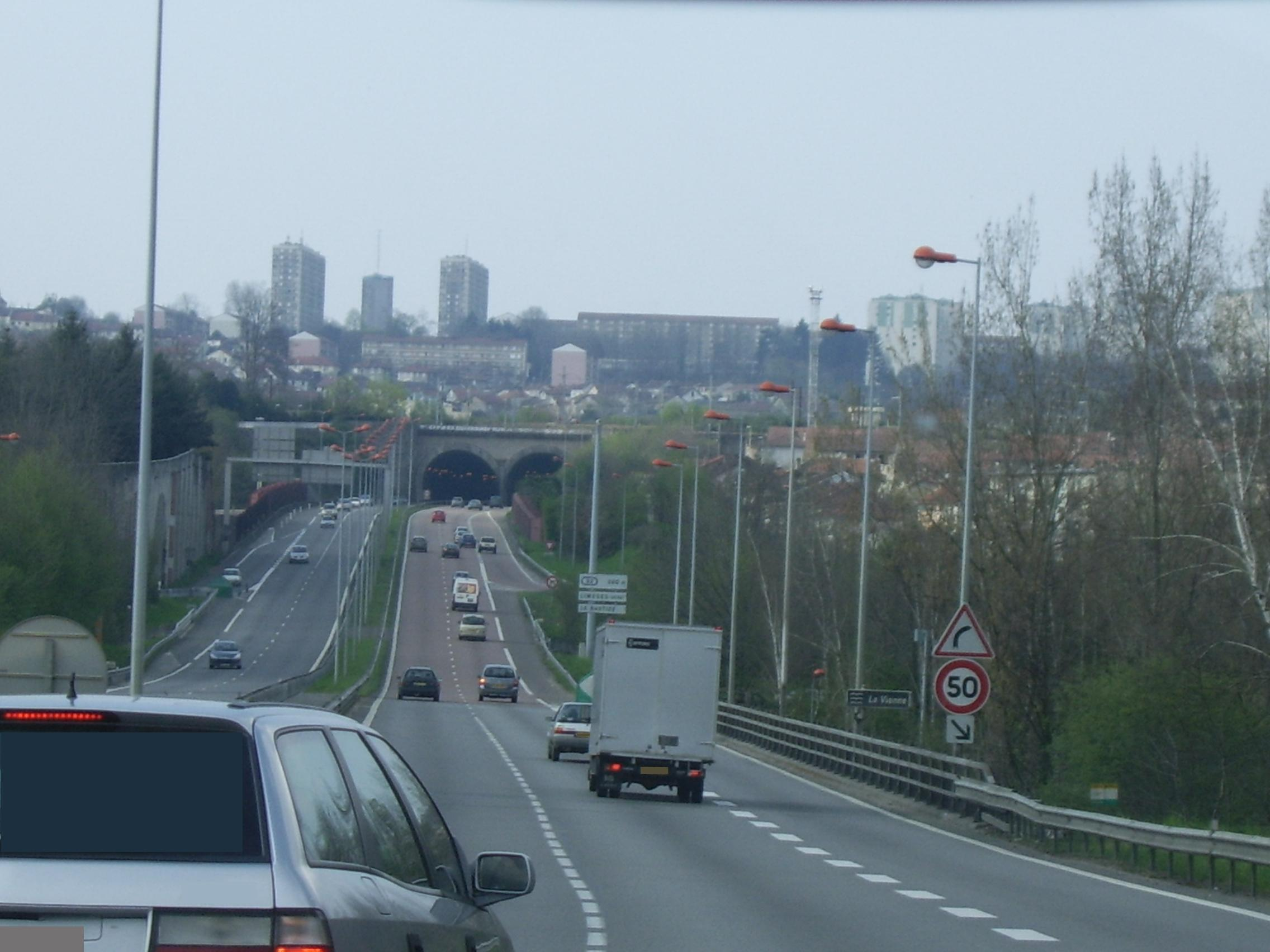
L'A20 à Limoges

Les transports à Limoges, ville française de Limoges située dans le département de la Haute-Vienne et la région Nouvelle-Aquitaine, recouvrent différents moyens de déplacement.
La ville est relativement proche de la façade atlantique, à mi-distance de la frontière espagnole et de la région parisienne. Mais du fait de sa situation géographique, en bordure occidentale du Massif central, et de son éloignement relatif des grands flux d'importance européenne, la ville reste à l'écart des grands axes de transport (notamment ferroviaire), en dépit du désenclavement amorcé par la construction de l'autoroute gratuite A20.
En ce qui concerne les transports en commun, Limoges se démarque en particulier par son réseau de trolleybus, un des rares à fonctionner encore en France.

## Réseau routier
L'axe nord-sud est le plus développé et le plus fréquenté. Limoges est desservie depuis les années 1990 par l'autoroute A20, qui relie Vierzon à Montauban, et plus globalement constitue le maillon principal de l'axe entre Paris et Toulouse, et qui double donc l'ancienne RN 20, aujourd'hui presque totalement déclassée. Cet axe est gratuit sur le tronçon Vierzon - Brive-la-Gaillarde.
Limoges est le cœur d'une « étoile routière » à 7 branches. Outre l'A20, la ville est le point de concours de trois autres routes nationales :
- la RN 147, qui relie Limoges à Poitiers, puis Angers. La mise en double voies de la route jusqu'à Niort et prolongeant donc l'axe autoroutier Nantes-Niort, à partir de la RN 145 (Route Centre-Europe Atlantique), qui rejoint la N 147 à Bellac, à 40 km au nord de Limoges, a été évoquée, notamment dans le cadre des études sur le projet de LGV Poitiers-Limoges.
- la RN 141, initialement entre Saintes et Clermont-Ferrand, désormais réduite à sa portion Saintes - Limoges. Vers l'ouest, la route permet de rejoindre Angoulême, Niort et la façade atlantique (Royan et La Rochelle).
- la RN 21, qui permet de rejoindre Périgueux et Agen. En octobre 2007, les CCI des 5 départements traversés par la RN 21 ont demandé la mise en 2 fois 2 voies de la route reliant Limoges à Tarbes[1].

La route départementale 979 (vers Eymoutiers, Ussel et Tulle), est un axe secondaire d'importance régionale partant de Limoges vers le sud-est de la région.

### Contournements de la ville
Limoges est contournée par plusieurs voies :
- l'A20 sert de contournement est. Les nombreuses sorties (neuf entre Limoges-Sud et Grossereix) donnent à l'autoroute la fonction d'une rocade qui dessert bien la ville et sa périphérie, et qui permet d'éviter la traversée de la ville aux véhicules souhaitant par exemple relier Angoulême et Poitiers d'un côté, à Clermont et Toulouse de l'autre côté, via la N520 (ex D 2000).
- la N 520 (ex D 2000 est le "grand contournement nord-ouest" de Limoges. Elle relie la N 141 (vers Angoulême) à l'A 20,et est prolongée au sud-ouest par une route portant le nom de D 2000 :
- la D 2000, donc, est le "grand contournement sud-ouest" de Limoges. Elle prolonge la N 520 (contournement nord-ouest précité), en partant de la N 141 et rejoignant la N 21 à Aixe-sur-Vienne.
- la N 520 définit également le boulevard périphérique de Limoges, qui joint l'A 20 au niveau de Beaubreuil (sortie 30) à la même autoroute (sortie 33) après avoir ceint la ville par l'ouest.
- la "voie de liaison sud" contourne les quartiers sud de la ville. Elle relie le boulevard périphérique (Clos-Moreau) à l'A 20 (sortie 36) et permet d'éviter le passage par le boulevard périphérique le long de la Vienne (portion sud-est), souvent engorgé par les voitures.

Il existe un projet de création du "grand contournement sud-est", qui relierait la D 2000, au niveau d'Aixe-sur-Vienne (N 21), à l'autoroute A20, vraisemblablement au niveau de la sortie 37 (Boisseuil).

## Train
En 1967, la mise en service du train Le Capitole permettait à Limoges d'avoir la relation avec Paris et Toulouse la plus rapide d'Europe. Cette même liaison a cependant peu à peu périclité du fait de la mise en service des TGV Paris-Toulouse via Bordeaux depuis 1990. Aujourd'hui, Limoges attend encore la concrétisation d'une première ligne à grande vitesse qui la relierait au réseau européen à grande vitesse. Néanmoins, entre décembre 2007 et mai 2016, une relation TGV intersecteur quotidienne reliait Brive la Gaillarde à Lille-Europe quotidiennement via Juvisy - Marne-la-Vallée - Chessy (aller le matin et retour le soir) desservant la gare de Limoges Bénédictins. Il reste le cas des relations autres qu'avec Paris telles qu'avec Lyon, Clermont-Ferrand, Bordeaux ou Toulouse qui sont aujourd'hui problématiques. Le Limousin comme le reste du Massif Central souffrent de l'orientation des flux en direction de Paris qui contournent ce vaste secteur géographique du centre et du sud de la France. En perspectives, deux projets pouvaient changer la donne telles que la réalisation de la Ligne à grande vitesse Poitiers-Limoges (abandonnée en 2016) ou la concrétisation de Transline.
La ville possède deux gares ferroviaires : la célèbre Gare de Limoges-Bénédictins, qui accueille aussi la gare routière au sein du centre intermodal d'échanges de Limoges (CIEL), et la gare de Limoges-Montjovis.

## Avion
Le trafic aérien est en pleine expansion à Limoges. En témoignent l'agrandissement de l'Aéroport de Limoges Bellegarde (nouvelle aérogare), la fréquentation en hausse avant la crise de COVID-19, la création de nouvelles lignes en particulier vers le Royaume-Uni (très récemment Londres et Manchester) due à l'arrivée massive de britanniques en Haute-Vienne.

## Transports urbains

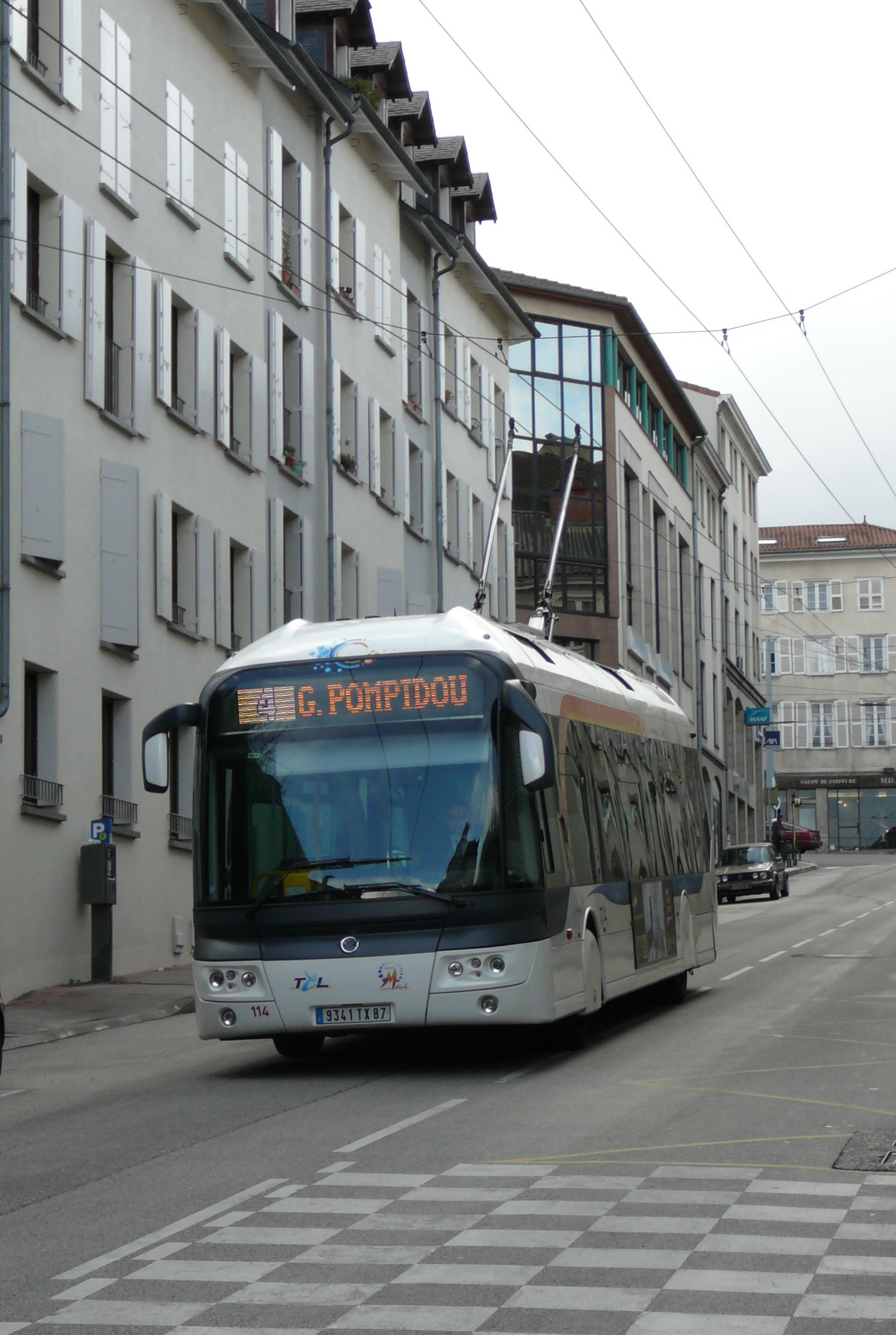
Trolleybus Cristalis rue Turgot

Limoges fait partie des dernières villes à posséder un réseau de trolleybus, matériel silencieux, non polluant et bien adapté aux rues en pentes du centre ville qui remplaça les tramways supprimés en 1951.
Des extensions ont eu lieu ces dernières années sur plusieurs lignes (la dernière extension concernant la ligne 4 dans sa partie sud date du 6 juillet 2009) et un programme de renouvellement des trolleybus a été mené à bien entre 2006 et 2013. Cinq lignes sont en service, auxquelles s'ajoutent des lignes de bus.

## Projet
Un projet de tram-train employant les voies de l'étoile ferroviaire de Limoges est régulièrement remis à l'ordre du jour. Dans sa version la plus récente, et dans l'optique d'une complémentarité avec les autres modes de transport territoriaux, il envisage un réseau final d'environ 400 km de voies permettant de desservir à la fois l'agglomération et l'ensemble des communes dans un rayon d'une soixantaine de kilomètres autour de Limoges, soit un bassin de population de 435 000 personnes. Ce projet, qui s'appuie sur la préexistence du réseau, permettrait par la création de 22 nouvelles stations, d'offrir une toute nouvelle strate de transport urbain complémentaire du réseau TCL.